# Sărmane creaturi (film)
Sărmane creaturi (în engleză Poor Things) este un film din 2023 în regia lui Yorgos Lanthimos, după un scenariu de Tony McNamara. Din distribuție fac parte: Emma Stone, Mark Ruffalo, Willem Dafoe, Ramy Youssef, Christopher Abbott și Jerrod Carmichael. Bazat pe romanul din 1992 al lui Alasdair Gray, narațiunea se construiește în jurul tinerei Bella Baxter, în Londra victoriană, cu puternice influențe steampunk. Filmul prezintă călătoria ei de autodescoperire, într-un decor inedit, cu personaje extravagante, care au o contribuție mai mult sau mai puțin semnificativă la evoluția ei.
Premiera a avut loc pe 1 septembrie 2023, la cea de-a 80-a ediție a Festivalului de Film de la Veneția, în cadrul căruia i-a fost decernat Leul de Aur. 

## Rezumat
Acțiunea se petrece în Londra, în epoca victoriană. Studentul la medicină Max McCandles devine asistentul doctorului Godwin Baxter, un chirurg excentric. Aici o cunoaște pe protejata lui Godwin, o tânără frumoasă și extrem de copilăroasă, pe nume Bella. Godwin îi povestește că el a înviat-o, după ce fata sărise de pe un pod și murise. Mai mult, el i-a înlocuit creierul cu creierul fetusului ei, astfel se explică mintea ei copilăroasă. Max se îndrăgostește și o cere în căsătorie pe Bella. Tânăra acceptă, însă, pe măsură ce inteligența ei se dezvoltă rapid, începe să își dorească să fie independentă, liberă, astfel că îl abandonează pe Max și fuge cu un avocat pedant, pe nume Duncan Wedderburn. Rămas singur, fără femeia pe care a vrut să o conceapă după propriile dorințe, doctorul Godwin începe un nou experiment, o tânără, Felicity, care se maturizează mult mai încet decât Bella.
Bella și Duncan pornesc într-o călătorie extravagantă, din Lisabona. În timpul călătoriei, cei doi explorează erotismul, iar Bella își descoperă apetitul sexual tot mai greu de controlat de către Duncan. Dincolo de latura fizică a relației lor, cei doi experimentează filosofia erotică și dorința de împlinire prin actul sexual. La un moment dat, Duncan se vede depășit de situație și o duce pe Bella pe o navă de croazieră, pentru „a varia peisajul”. Aici, ea îi cunoaște pe Martha și Harry, care o vor atrage și mai mult spre filosofie. Dacă la început Duncan a fost atras de naivitatea copilărească a Bellei, acum încearcă în van să o tempereze. Din ce în ce mai frustrat, își găsește alinarea în alcool și jocuri de noroc. În timp ce se aflau în Alexandria, Bella este profund afectată de sărăcia oamenilor de aici și le donează toți banii câștigați de Duncan. Pentru că nu mai au bani pentru a continua croaziera, cei doi sunt lăsați în Marsilia, de unde pornesc spre Paris.
Pentru că nu mai are bani, Bella se angajează la un bordel pentru a-și putea satisface în continuare capriciile costisitoare. Duncan cedează presiunii și își pierde mințile, astfel că ea îl părăsește. La bordel, Bella se află sub tutela lui Madame Swiney și se împrietenește cu o prostituată, Toinette, care o atrage spre latura socialismului.
Între timp, doctorul Godwin, bolnav în stadiu terminal, îl roagă pe Max să o aducă pe Bella la el. Mai întâi, Max îl găsește pe Dunca, acum internat într-un spital pentru boli psihice, apoi și pe Bella. Înapoi în Londra, ea se împacă cu Godwin și reia planurile de a se căsători cu Max. Dar, în ziua nunții, apar Duncan și generalul Alfie Blessington. Alfie o numește pe Bella Victoria și afirmă că este soția lui și că a venit după ea. Bella îl părăsește pe Max pentru a afla mai multe despre viața ei trecută, dar în curând înțelege că s-a sinucis doar pentru a scăpa de cruzimea și tirania soțului ei.
Alfie o sechestrează pe Bella în conacul lui și vrea să o mutileze genital. Îi cere să bea un cocktail cu cloroform pentru a o seda pentru procedură, Bella se apără și îi aruncă cocktailul în față, iar Alfie se împușcă în picior și leșină.
După ce reușește să scape de Alfie, Bella se întoarce la doctorul Godwin. Acesta moare liniștit acum că o știe în siguranță. Bella, împreună cu Max și Toinette, decide să continue munca lui Godwin. Tânăra Felicity înregistrează progrese rapide în inteligență, iar Alfie va avea creierul schimbat cu cel al unei capre.

## Distribuție

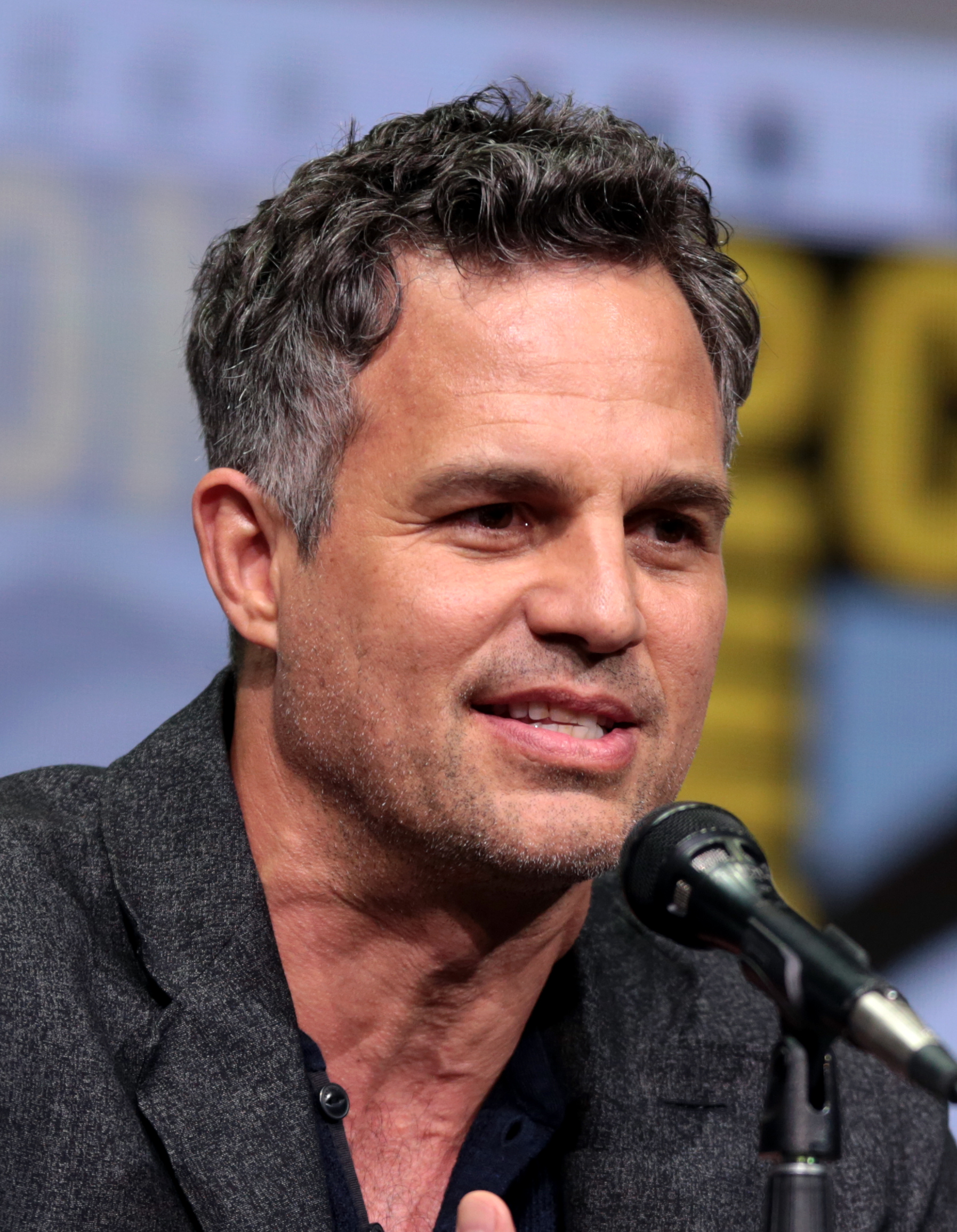
Mark Ruffalo

- Emma StoneMark RuffaloEmma Stone - Bella Baxter / Victoria Blessington
- Mark Ruffalo - Duncan Wedderburn
- Willem Dafoe - Dr. Godwin Baxter
- Ramy Youssef - Max McCandles

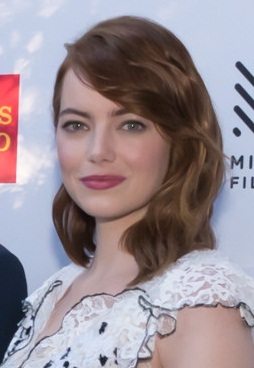
Emma Stone

- Christopher Abbott - Alfie Blessington
- Kathryn Hunter - Madame Swiney
- Jerrod Carmichael - Harry Astley
- Hanna Schygulla - Martha Von Kurtzroc
- Margaret Qualley - Felicity
- Vicki Pepperdine - doamna Prim
- Suzy Bemba - Toinette
- Tom Stourton - steward
- Wayne Brett - preot
- Carminho - interpretă de fado
- Jerskin Fendrix - muzicianul restaurantului din Lisabona

## Receptare critică
Pe Rotten Tomatoes, 94% din cele 326 de critici au fost pozitive, cu un rating mediu de 8.6/10. Conform site-ului, filmul abundă în imaginație și depășește tiparele, este un splendid și bizar tur de forță realizat de regizorul Yorgos Lanthimos împreună cu actrița Emma Stone. Pe Metacritic, a primit un scor de 87 din 100, pe baza a 61 de critici, concluzia fiind favorabilă.
Stephanie Zacharek de la Time a scris că Sărmane creaturi este cel mai bun film de până acum al lui Lanthimos, bizar și fermecător, într-o manieră care captivează deopotrivă personajele și publicul. Cât despre interpretarea Emmei Stone, o numește minunată, exploratoare, vie, aproape lunatică în ciudățenia ei perfectă. Peter Bradshaw de la The Guardian îl consideră o comedie epică, menționând că Emma Stone a oferit o interpretare hilară, la un nivel superior. David Rooney de la The Hollywood Reporter l-a numit „un basm nebunesc de atrăgător”, în care Emma Stone oferă o interpretare unică, neînfricată, ce creează un precedent greu de egalat de alți actori. Guy Lodge de la Variety este de părere că piesa de rezistență a filmului este interpetarea nemaipomenită a Emmei Stone.
Nicholas Barber de la BBC Culture a numit filmul îndrăzneț și amuzant și l-a comparat cu operele lui Wes Anderson sau Terry Gilliam. În plus, el a remarcat că decorul realist specific secolului al XIX-lea din roman a fost înlocuit în film cu o „țară a minunilor”, plină de elemente fantastice steampunk, iar unele din temele socialiste și feministe din roman, precum și parte din umorul satiric au fost estompate. Elementele steampunk sunt evidențiate și în criticile din The Guardian, Variety și Entertainment Weekly. La polul opus, Manohla Dargis de la The New York Times nu a fost impresionată de film. Ea a afirmat că filmul are un fir narativ „monoton, searbăd și plictisitor” și că în timp devine oarecum sufocant, într-o antiteză între decorul bogat și ideile vag exprimate. Totuși, și ea a lăudat interpretarea Emmei Stone.
Ramin Setoodeh și Zack Sharf de la Variety au comentat că nu tuturor le-a plăcut acest film. O parte din publicul de la Festivalul de Film de la Veneția a părăsit sala în timpul scenelor mai controversate. Mick LaSalle de la San Francisco Chronicle a numit filmul „o greșeală de 141 de minute”. El a declarat că filmul nu este cinstit, deoarece se pretinde a fi feminist, însă despre ce feminism e vorba în versiunea lui Lanthimos? Unul în care „autonomia femeii este definită drept capacitatea ei de a fi exploatată fără să-i pese”. Reacția lui a fost apreciată de criticul de film Scott Mantz, care a considerat Sărmane creaturi o interpretare total greșită a emancipării feminine, dar a lăudat realizarea fastuoasă a filmului.
Angelica Jade Bastién de la Vulture a scris că filmul nu reprezintă o abordare sinceră a sexualității feminine, ci este mai degrabă o comedie neagră pentru ipocriți. De asemenea, ea a criticat filmul pentru că nu a exprimat trăirile interioare ale protagonistei și a afirmat că principalul eșec al scenelor sexuale a fost identificarea Bellei cu un copil. Potrivit ei, filmul exprimă viziunea masculină asupra noțiunii de sexualitate feminină. Totodată, ea a apreciat costumele realizate de Holly Waddington.
Filmul a fost criticat în Scoția natală a lui Gray din cauza unei aparente neconcordanțe cu romanul după care a fost adaptat și cu originile scoțiene ale acestuia. Apropiații lui Gray au sugerat că această variantă a lui Lanthimos ar fi fost acceptată de însuși Gray în 2010, când s-au stabilit termenii contractuali pentru scenariu.

### Box-office
În weekendul lansării în cinematografe, filmul a obținut 644.000 de dolari din nouă cinematografe, cu o medie per locație de 71.556 de dolari (al treilea cel mai bun din 2023). După extinderea la 82 de cinematografe în weekendul următor, filmul a obținut 2,2 milioane de dolari, clasându-se pe locul 10. În al treilea weekend, filmul a câștigat 2,4 milioane de dolari din 800 de cinematografe și un total de 3,4 milioane de dolari în perioada sărbătorilor de Crăciun.

## Premii
Sărmane creaturi a câștigat Leul de Aur la cea de-a 80-a ediție a Festivalului de Film de la Veneția. Ulterior, a fost nominalizat la mai multe premii. La cea de-a 81-a ediție a premiilor Globul de Aur, filmul a primit șapte nominalizări și a câștigat premiile pentru cel mai bun film – muzical sau comedie și pentru cea mai bună actriță – film muzical sau comedie, Emma Stone. La cea de-a 29-a ediție a Premiilor Asociației Criticilor de Film, filmul a primit treisprezece nominalizări și a câștigat premiul pentru cea mai bună actriță, Emma Stone. Filmul a primit unsprezece nominalizări la cea de-a 77-a ediție a Premiilor BAFTA. Institutul American de Film și National Board of Review au numit acest film drept unul dintre primele 10 filme ale anului. A fost selectat la trei categorii pentru cea de-a 96-a ediție a Premiilor Oscar și, în cele din urmă, a primit 11 nominalizări la ceremonie, inclusiv pentru cel mai bun film, dintre care Emma Stone a primit Premiul Oscar pentru cea mai bună actriță în rol principal. Alte premii care au revenit filmului în cadrul aceleiași ceremonii au fost Premiul pentru cele mai bune costume, Premiul pentru machiaj și hairstyle, Premul pentru cel mai bun design de producție.